# レイダーガンダム
レイダーガンダム (RAIDER GUNDAM) は、コズミック・イラ (C.E.) 年代を舞台とする「ガンダムSEEDシリーズ」第1作として2002年 - 2003年に放送されたテレビアニメ『機動戦士ガンダムSEED』に登場する架空の兵器。「ガンダムシリーズ」で主流となっている人型ロボット兵器「モビルスーツ 」(MS) で、作中勢力のひとつである地球連合軍がストライクガンダムなどに次いで開発した3機の試作機の1機。イージスガンダムとは別系統の可変MSであり、戦闘機のようなモビルアーマー (MA) 形態ですばやく移動しつつ、機体各部の火器や手持ちのワイヤー付き鉄球で攻撃する。ブーステッドマンと呼ばれる強化人間による操縦を前提としており、そのひとりであるクロト・ブエルの搭乗機として劇中後半より登場する。
名称の「レイダー」は英語で「侵略者」「強襲者」などを意味する。作品の公式ウェブサイトやメディア、関連商品では「レイダーガンダム」と公称されるが、作品内の設定ではほかの同型機とともに固有名の「レイダー」が正式名称となる。
当記事では、そのほかのアニメや漫画・小説などの外伝作品に登場する各バリエーション機の解説も行う。

## デザイン・設定
メカニックデザインを担当した大河原邦男によると、頭部に装備されたツォーン（ビーム砲）は監督の福田己津央によるアイデアであり、敵の機体ゆえに凶悪さをアピールするために付けられたものであるという。

## 設定解説
アズラエル財団傘下の国防連合企業体が、初期（第1期）GAT-Xシリーズのデータをもとに開発した後期（第2期）GAT-Xシリーズの1機。これら後期シリーズに採用された内部フレームは、初期シリーズの5機に採用されたX100、X200、X300系のいずれかの系列に属しつつも、より改良を加えた新造フレームとなっている。 さらに、通常装甲の下に配置されたフェイズシフト装甲（PS装甲）を被弾時のみに起動する「トランスフェイズ装甲（TP装甲）」を採用したことで、エネルギー消費の軽減とより高出力の火器の実装が可能となり、外見上のPSダウン状態を敵に悟られなくする利点を生み出している。ストライクダガーと共通規格で全天周に近いモニター構造のコックピットやナチュラル用操縦OSも採用されているが、高性能なぶん操縦の負担が増大しているため、「生体CPU」と呼ばれる強化兵士「ブーステッドマン」の搭乗を前提としている。
本機は初期GAT-X機のイージスと同じX300系フレームを採用した可変MSであるが、変形機構はより簡素化されている。また、イージスが宇宙での対艦戦闘を想定したMA形態なのに対し、本機は大気圏内飛行も考慮した可変翼と大推力スラスターを備え、MA形態もそれらと両腰のクローアームを展開した鳥類型となっている。MA形態は、「レイダー（襲撃者）」の名通りの一撃離脱やクローで敵を捕獲してのゼロ距離攻撃を得意とし、大気圏内では同じ後期GAT-X機のカラミティを背に乗せる運搬機として機能する。MS形態は近・中距離戦に優れ、固定・携行武装を用いた圧倒的な破壊力を発揮する。なおその運用戦術から、搭載火器は基本的に短射程式となっている。
当初は制式型のGAT-333として開発されていたが、地球連合軍のオーブ解放（侵略）作戦に合わせた一部スペックの簡略化と改装が施され、制式仕様の先行型として完成した。

### 武装
100mmエネルギー砲「ツォーン」
頭部の口部分に内蔵された中距離ビーム砲。複列位相エネルギー砲の系譜に属する装備で、短射程ながらも機体の機動性との相乗効果で高威力を発揮する。MA形態でも頭部が露出する関係上、両形態で使用できる。
破砕球「ミョルニル」
スパイクとスラスターを備えたワイヤー付き鉄球。射出後にスラスター噴射で軌道を変更しつつ高速で打ち付ける。鉄球部分は高密度圧縮された重量のある反発材で構成されており、PS装甲の上から内部に打撃を与えるほどの威力がある。鉄球とグリップを接続する高分子ワイヤーには対ビームコーティングが施されており、鉄球を分銅として高速回転させることで敵のビーム攻撃を防ぐ膜部分を作り出す。MA形態では腹部に懸架される。「ミョルニル」とは雷神が所持する鎚に由来する。
2連装52mm超高初速防盾砲
右腕のシールドと一体化した小口径射撃武装。高い速射性とシールド自体の小ささから取り回しに優れ、折り畳まれたグリップを手で握って使用することも可能。MA形態では畳んだ状態の左肩アーマーに懸架される。実弾砲なのかビーム砲なのかは出典ごとに分かれており、アニメ本編中ではレールガンなど実体弾の軌道を表現した黄色いエフェクトとなっているが、OPテーマではビームの表現に使用される緑色のエフェクトとなっている。
短距離プラズマ砲「アフラマズダ」
腰部クローの付け根部分に内蔵された速射式ビーム砲。MA形態時にクローで捕獲した敵機へのゼロ距離攻撃に使用されるほか、出力とバレルの調整でビームサーベルを形成することも可能。MS形態での使用も可能かは不明だが、資料によってはMS形態で本装備を展開したイラストが掲載されている。
M417 80mm機関砲、M2M3 76mm機関砲
それぞれMA形態の機首と両肩に内蔵された実弾砲。ドッグファイトで優れた連射性能を発揮し、非PS装甲のMSであれば撃破可能な威力を有する。

### 劇中での活躍
地球連合軍所属のブーステッドマンのひとりであるクロト・ブエルが搭乗し、系列機のカラミティやフォビドゥンやとともにオーブ解放作戦で初投入され、フォビドゥンと連携してキラ・ヤマトのフリーダムを追い詰めるが、救援に現れたアスラン・ザラのジャスティスの介入を受け撤退する。今度はカラミティを含めた3機がかりで再戦を挑むが、能力増進薬「γ-グリフェプタン」の効果消失による禁断症状でパイロットたちが戦闘継続困難となり、再度撤退する。
オーブ陥落直前に宇宙へとから脱出したアークエンジェルとクサナギを追撃するべく、月面の連合軍基地に配備されたアークエンジェル級2番艦「ドミニオン」の艦載機となり、L4コロニー群宙域戦でフリーダムの頭部をミョルニルで破壊する活躍を見せる。
戦争終盤の第二次ヤキン・ドゥーエ攻防戦で、プロヴィデンスのドラグーン攻撃を受けて行動不能となったバスターに襲いかかるが、援護に現れたデュエルがバスターから借用した超高インパルスライフルのビームに貫かれ撃墜される。『スペシャルエディション完結編 鳴動の宇宙』では、プロヴィデンスと交戦前のバスターに直接撃墜される。

## レイダー制式仕様
雑誌『月刊ホビージャパン』の模型連動企画『機動戦士ガンダムSEED MSV』で登場。デザインは大河原邦男が担当した。量産型という設定のアイデアは「ASTRAYシリーズ]
の展開も考慮した千葉智宏のアイデアで、複葉機をモチーフにしたアイデアは設定担当の森田繁によるものである。また、当初はムウ・ラ・フラガ専用機としてガンバレルを装着したアイデアも存在したとされている。
設定解説
本来の開発計画に従って生産されたレイダーの制式採用型。開発の発端となったのは、MS用オプションのエールストライカーと戦闘機のスカイグラスパーという組み合わせでは、ザフトの空中戦用MSに対して不十分という判断による。型式番号の「333」が先行型のX370より若いのも、実装された頭部ツォーンや2連装52mm超高初速防盾砲・破砕球ミョルニルはすべて排除され、その他の武装は実弾機銃に換装されたアフラマズダをはじめ、実体弾武装がメインとなっている。また、大気圏用航空機として高い飛行性能を持つため、いくつかのスラスターも省略。より高出力なターボジェットエンジンを搭載し、主翼に前縁フラップとウイングレットが追加されている。なお、のちに対MS戦闘能力の向上を踏まえてビームライフルやアフラマズダを装備した後期型も登場する。

### 武装・装備（制式仕様）
副翼
MA形態ではサブアームに保持される大型の副翼。内部にはラムジェットエンジンが搭載されており、大気圏突入時に使用される。翼面のラッチにMS形態時の携行武装やミサイルをマウント可能なウェポンプラットホームとして使用可能となっており、航続距離の延長と戦闘能力を上昇させている。
MS形態の際はこの副翼に搭乗する事も可能。
回転シリンダー
機体腹部に取り付ける事で、マグヌス効果による推力増強を狙ったオプション。GAT-333のボディには取り付け用のフックも新設されたが、実装は確認されていない。
分離式フロート
GAT-333のオプションの一つで、水上からの離陸時に使用される。「SEED MSV」における設定で示唆されているが、デザインは確認されない。
GAU-8M2 52mm機関砲ポッド
105ダガーにも装備される。MA形態時は副翼上面のパイロンに火器として設置される他、MS形態時では手持ちの携行火器としても用いられる。ディンの装甲を貫通可能な威力を有する。
MX703G ビームライフル
GAU-8M2 52mm機関砲ポッドと交換する形で搭載が可能なビーム兵器。
AIM-957Fキングコブラ赤外線誘導短距離AAM
MA形態時の本体両肩部に装備される。画像追尾への切り替えも可能。
M20 20mmクロー部機関砲
クロー基部に装備。砲身は収納可能。
短距離プラズマ砲「アフラマズダ」
クロー部機関砲と交換する形で搭載が可能なビーム兵器。
M2M3 76mm機関砲
X370にも装備された突撃戦を想定した火器。

### 劇中での活躍（制式仕様）
八・八作戦では、ザフトのカーペンタリア基地への攻撃に使用される。
「ASTRAYシリーズ」では、戦闘用コーディネイターであるソキウスシリーズや別の機体であるソードカラミティ3号機、フォビドゥンブルーとともにロンド・ギナ・サハクへと譲渡された機体が登場する。アメノミハシラに配備され、ジェネシスαを襲撃したジンハイマニューバ2型を撃墜するなどする。
南米独立戦争では、連合軍脱走兵のエドワード・ハレルソンが久しぶりに搭乗し、大気圏再突入用降下カプセルを装備して地球に降下しようとしたところ、モーガン・シュバリエのガンバレルダガーにカプセルを破壊されるなど窮地に陥るが、機体は中破しつつも生存したままでの突入に成功する。
C.E.73年を舞台とする『機動戦士ガンダムSEED DESTINY』の「スペシャルエディションIII」では、ヘブンズベース攻防戦で基地防衛に当たっていた本機が、3機のウィンダムとまとめてザフトのレジェンドに撃破される。この場面は、のちのHDリマスター版の映像にも追加されている。

## ゲルプレイダーガンダム
雑誌『月刊ホビージャパン』に掲載された模型連動のフォトストーリー『機動戦士ガンダムSEED DESTINY ASTRAY R』に登場。同誌のモデラーであるセイラマスオが製作した作例に設定を付加したもので、後に書籍掲載の際に町田能彦による設定画が新たに掲載された。
設定解説
地球連合軍第81独立機動群「ファントムペイン」と、アクタイオン・インダストリー社主催の企業チームによるGAT-Xシリーズ強化再生計画「アクタイオン・プロジェクト」にもとづき、開発主任ヴァレリオ・ヴァレリによって開発された機体。開発のベースとなったのは連合から入手したGAT-333レイダー制式仕様で、X370のデータを反映したほか、I.W.S.P.を分解・再設計した追加ユニットを背部と脚部に装着し、火力と推力を約2倍に増強している。
ブラウカラミティやロートフォビドゥンとの運用を前提として設計されており、人工知能「80」と連携システム「トリオシステム」を搭載した無人機として運用される。機体名の「ゲルプ」はドイツ語で「黄色」を意味し、機体にも黄色のアクセントカラーが配されている。

### 武装（ゲルプ）
超破砕球「スーパーミョルニル」
鉄球の突起がより長くなっている。
2連装52mm超高初速防盾砲
2連装超高速防盾砲の両脇にラゴゥのビーム砲を追加している。
115mmレールガン、105mm単装砲
背部に装着されたI.W.S.P.からの流用武装。

## ブーストレイダーガンダム
C.E.72年を舞台とする『月刊ガンダムエース』連載の漫画『機動戦士ガンダムSEED ECLIPSE』に登場。デザインは阿久津潤一が担当した。
ハーフコーディネイターによるテロ組織「アンティファクティス」のリーダーにして、大西洋連邦のブルーコスモス構成員であるジョエル・ジャンメール・ジローが、エールカラミティに次いで搭乗する機体。カラミティとフォビドゥンを含む第2期GAT-Xシリーズ3機の特性を集約することを目的としており、プラントに忌避感をもつ大西洋連邦のブルーコスモス系軍需企業の主導によって開発された。開発期間短縮のために既存技術を転用した結果、外見はいびつなキメラのような姿に変貌しており、本機と交戦したエクリプス2号機パイロットのケン・ノーランド・スセからは「機体の中でコンセプトが衝突（コンフリクト）しているような危うさを感じる」などと違和感を抱かれる。また、操縦性もナチュラルでは対応できないほど悪化しており、「対コーディネイター用」でありながら「コーディネイターでなければ操れない」という皮肉な特性がブルーコスモスの思想にそぐわないという理由で開発は中断された。以上の経緯から本機は欠陥兵器の烙印を押されるが、性能面での評価は高く、表出した「標準サイズのMSでは全機能の搭載は困難」「専用パイロットの育成が必要」という欠点は、のちのデストロイの開発に生かされることになる。
新規武装は、バックパックのアームでそれぞれ接続されたカラミティ用の連装ビーム砲「シュラーク」とフォビドゥン用のレールガン「エクツァーン」、額に増設された大型エネルギー砲「ミーミル」、両腕のシールド先端に接続された格闘用クロー「ザラストロ」、フォビドゥンのゲシュマイディッヒ・パンツァーと同質のビーム偏向防御能力をもつ両腰アーム先端の「ゲシュマイディッヒ・リージョン」、両脚のスラスターユニットに装備された52mm超高初速砲。エクツァーンにはフォビドゥンと同じ磁場誘導による自機ビームの屈曲射撃能力が継承されているほか、従来の口部ツォーンには増幅器を兼ねた砲身の伸長機能が追加されている。またエクリプス2号機との戦いでは、先に撃墜したエールカラミティの空戦用複合兵装「アドラー」を奪って使用する。